# Kari Anne Ruud
Kari Anne Ruud (1950) è un'ex sciatrice alpina norvegese.

## Biografia
Sciatrice polivalente, Kari Anne Ruud debuttò in campo internazionale in occasione del Criterium de la première neige 1967, disputato il 12-15 dicembre a Val-d'Isère, dove si classificò 24ª nello slalom speciale e 21ª nella combinata; in Coppa del Mondo esordì il 24 febbraio 1968 a Oslo in slalom gigante (19ª), ottenne il miglior risultato il 18 gennaio 1970 a Maribor in slalom speciale (10ª) e prese per l'ultima volta il via il 22 gennaio 1970 a Saint-Gervais-les-Bains nella medesima specialità (15ª). Ai Mondiali di Val Gardena 1970, sua unica presenza iridata e congedo agonistico internazionale, si piazzò 24ª nella discesa libera e non completò lo slalom speciale; si ritirò al termine di quella stessa stagione 1969-1970 e il suo ultimo risultato agonistico fu la medaglia di bronzo vinta nella discesa libera ai Campionati norvegesi 1970, il 6 marzo a Oppdal. Non prese parte a rassegne olimpiche.

## Palmarès

### Coppa del Mondo
- Miglior piazzamento in classifica generale: 38ª nel 1970

### Campionati norvegesi
- 3 medaglie[senza fonte]:
  - 1 oro (discesa libera nel 1969)[6]
  - 1 argento (combinata nel 1969)
  -  1 bronzo (discesa libera nel 1970)[senza fonte]